# Sony Planar T* 85mm f/1.4 ZA
Sony Planar T* 85mm f/1.4 ZA – portretowy obiektyw wysokiej jakości zaprojektowany przez Sony przy współpracy z Carl Zeiss w październiku 2006 roku. Obiektyw współpracuje z aparatami z mocowaniem Sony α oraz Minolta AF. Konstrukcja dostosowana jest do współpracy zarówno z matrycami rozmiaru APS-C oraz pełnoklatkowymi. Przy powiększeniu 1,5× ekwiwalent ogniskowej wynosi 127,5 mm.